# Electric Blue
 (novembre 2011).
Si vous disposez d'ouvrages ou d'articles de référence ou si vous connaissez des sites web de qualité traitant du thème abordé ici, merci de compléter l'article en donnant les références utiles à sa vérifiabilité et en les liant à la section « Notes et références ».
Electric Blue est une série télévisée érotique qui a été diffusée principalement sur la chaîne Playboy TV dans les années 1980 
et qui a été produite au Royaume-Uni.

## Histoire
De nombreuses stars du porno ont joué dans cette série, dont Ginger Lynn, Christy Canyon, Sasha Gabor, Traci Lords, Jacqueline Lorains, Blake Palmer, Janey Robbins, Rick Savage, Long Dong Silver, Jay Serling, Laurie Smith, Heather Wayne ou Jessica Wylde.
La série a commencé à Londres sous la direction de Paul Raymond, connu pour ses magazines Men Only et Club International.